# Castilnuevo
Castilnuevo es un municipio de España perteneciente a la provincia de Guadalajara, en la comunidad autónoma de Castilla-La Mancha. Tiene una población de 8 habitantes (INE 2024).

## Historia
Hacia mediados del siglo XIX, la villa tenía contabilizada una población de 111 habitantes. Aparece descrita en el sexto volumen del Diccionario geográfico-estadístico-histórico de España y sus posesiones de Ultramar de Pascual Madoz de la siguiente manera:

CASTILNUEVO: v. con ayunt. en la prov. de Guadalajara (22 leg.), part. jud. de Molina (1), aud. terr. de Madrid (32), c. g. de Castilla la Nueva y dióc. de Sigüenza (14): sit. en el descenso de un pequeño cerro, á la márg. der. del r. Gallo, con libre ventilacion y clima sano: tiene 30 casas, algunas de ellas de buena construccion, las restantes mas inferiores, y poco sanas la mayor parte por su proximidad al r., que corre á unos 10 pasos de las mismas; la consistorial, que sirve de escuela de instruccion primaria, concurrida por 12 alumnos á cargo de un maestro y sacristan, que percibe por el primer concepto 3 celemines de trigo comun de cada discípulo, y 18 fan. por la sacristía; en la parte mas alta de la pobl. se encuentra un cast., en el que aun se conservan reductos esteriores, contra murallas aspilleradas, puertas forradas de hierro y bastantes habitaciones, destinadas unas á graneros, otras á cárcel, y las restantes á morada de los administradores del conde de Priego, á quien pertenece el edificio, y en lo mas bajo de la v., muy próxima á la orilla del r., está la igl. parr. (Ntra. Sra. del Valle,) servida por un vicario perpetuo de provision real y ordinaria en concurso, el templo al que en 1825 se aumentó el presbiterio, es ant., de sólida construccion de mamposteria, con artesonado de maderas labradas; tiene una torre de espadaña con 2 campanas: confina el térm. N. Molina; E. Tordelpalo y Pradilla; S. Tierzo y O. Valsalobre; dentro de él se encuentra una ermita (San Cristóbal) un manantial bastante abundante llamado el Borbollon, que se cree procedente del sumidero que hay en el pueblo de Alcoroches, dist. 6 leg., otro manantial de aguas salinosas, á cuyas inmediaciones se ven vestigios de haberse fabricado sal; otro de aguas minerales, que por su olor y color indican contener en disolucion azufre y cinabrio; otras fuentes de buenas aguas y varias canteras de piedra tova, de las cuales se surten los molinos harineros de la circunferencia: el terreno participa de montuoso y llano, el primero es bastante quebrado y poblado de monte robledal con pastos para el ganado lanar: la parte llana comprende 2 vegas fertilizadas por el espresado r. Gallo, en el que desagua el Borbollon y demas manantiales del térm., facilitando su paso un puente de piedra. caminos: los locales, en su mayor parle de herradura, si bien por los del llano pueden transitar carruages; todos se hallan en mediano estado. correo: se recibe y despacha en la adm. de Molina. prod.: trigo puro, centeno, cebada, avena, guisantes, guijas, yeros, patatas, cáñamo y algunas verduras; cria ganado lanar, yeguar, vacuno y asnal; algo de caza menor, y pescado cangrejos y esquisitas truchas. ind.: la agrícola, 2 molinos harineros, 2 batanes impulsados por las aguas del Gallo, y la estraccion y elaboracion de piedras de molino. comercio: estraccion de frutos sobrantes é importacion de los art. que faltan. pobl.: 34 vec., 111 alm. cap. prod.: 1.555,560 rs. imp.: 50,000. contr.: 3,775. presupuesto municipal: 700, y se cubre con los prod. de la taberna, y el déficit por reparto vecinal.
La v. de Castilnuevo fué comprada de doña Elvira Alvarez de Mendoza, viuda de Miguel Urraca, por el caballero Juan Ruiz, que luego la permutó con Iñigo Lopez de Mendoza por el señ. del l. de Polo y Serna de la Solana: en la actualidad son señores de Castilnuevo los Garceses; tomó el nombre de su cast., del cual ya se hizo mencion en el fuero que en 1293 concedió la infanta doña Blanca á Molina y su tierra.
(Madoz, 1847, p. 172)

Pertenece al recorrido turístico denominado Camino del Cid.

## Demografía
Castilnuevo cuenta con una población de 8 habitantes (INE 2024).
| Gráfica de evolución demográfica de Castilnuevo entre 1842 y 2021                                                   |
| |
| Población de derecho según los censos de población del INE Población de hecho según los censos de población del INE |

## Patrimonio
- Castillo de Castilnuevo: Tras la reconquista de la cercana Molina de Aragón, sus condes deciden construir uno nuevo a orillas del río Gallo, a principios del siglo XII, el cual recibió el nombre de Castilnuevo. Su morfología se ha visto modificada por las sucesivas reformas. Antiguamente tuvo una barbacana, hoy desaparecida.[3]
- Iglesia de la Virgen del Valle: Situada a doscientos metros del pueblo, esta iglesia data de mediados del siglo XII, y fue construida para dar servicio a la creciente población que se estableció alrededor del castillo. La iglesia, de planta rectangular, es de una sola nave, portada con arco de medio punto y espadaña. En su interior, destaca el artesonado de madera labrada, añadido en el siglo XIX.[4]